# Chrysometa monticola
Chrysometa monticola este o specie de păianjeni din genul Chrysometa, familia Tetragnathidae. A fost descrisă pentru prima dată de Keyserling, 1883.
Este endemică în Peru. Conform Catalogue of Life specia Chrysometa monticola nu are subspecii cunoscute.